# Hermanos Sabat
Hermanos Sabat (en catalán: Germans Sàbat) es un barrio situado al oeste de ciudad de Gerona. Limita con el núcleo de población de Taialà (municipio de San Gregorio) y con el barrio de Fontajau de Gerona.

## Historia
Inaugurado el 12 de agosto de 1958 a partir de la construcción por parte del Patronato Provincial de la Vivienda de un conjunto de 227 viviendas protegidas en el pueblo de Taialà y destinadas originalmente a alojar a la emigración llegada a la ciudad desde diversas regiones de España y que vivía en condiciones precarias en diferentes zonas de la ciudad, especialmente las que ocupaban el sector de Río.
Pese a la falta, en sus orígenes, de los más elementales servicios básicos, posteriormente, y de manera muy gradual, se fue convirtiendo en un barrio más de la ciudad, conservando de su aislamiento original un sentimiento colectivo de pueblo y un fuerte movimiento asociacionista.
El afamado restaurante El Celler de Can Roca, de los hermanos Roca, se encuentra en este barrio de Girona.
El origen del nombre hace referencia a los tres hermanos gerundenses Josep Maria, Lluís y Carles Sàbat Arnau (hijos de la villa de Celrà) alistados en las filas del Tercio de Requetés de la Mare de Déu de Montserrat del ejército nacional, muertos en el año 1937 en la batalla de Codo durante la guerra civil española.